# Arriflex 35
Аррифлекс 35 (нем. Arriflex 35), Arri 35 — семейство ручных хроникальных киносъёмочных аппаратов со сквозным визиром и электроприводом, предназначенных для съёмки на 35-мм киноплёнку. Первая в мире кинокамера с зеркальным обтюратором. Выпуск начат фирмой Arri в Германии в 1937 году, и с многочисленными модернизациями продолжался до 1995 года. После войны в СССР выпускалась авиационная камера «АКС-4», скопированная с трофейного прототипа, а в США такая же копия получила название Cineflex PH-330.

## Конструкция
Аппарат Arriflex 35 собран в литом алюминиевом корпусе, в котором размещён односторонний однозубый грейфер без контргрейфера, приводящийся в движение электродвигателем постоянного тока в вертикальной несъёмной рукоятке. Такая конструкция привода исключает установку камеры на стандартный штатив и требует специальной конструкции панорамной головки. Частота киносъёмки плавно регулируется реостатом в пределах от 6 до 50 кадров в секунду. Питание двигателя — от аккумуляторов, расположенных в отдельном ящике. Двухлопастный зеркальный обтюратор бокового расположения обладает эквивалентным углом раскрытия 165°. Лупа сквозного визирования установлена на откидной дверце лентопротяжного механизма. Киноплёнка, движущаяся в одной плоскости, поступает из наружной полуторной кассеты ёмкостью 60 или 120 метров. В кассете расположены счётчик метража, наматыватель и два зубчатых барабана: тянущий и задерживающий, автоматически соединяющиеся с механизмом. Для перезарядки после замены кассеты необходима только заправка киноплёнки в фильмовый канал.
На передней стенке установлена револьверная головка, в которой закрепляются три объектива разных фокусных расстояний.
Конструкция аппарата за несколько десятилетий претерпела множество изменений. В 1946 году остановленный во время войны выпуск возобновлён доработанной моделью Arriflex 35-II. Внешне эти камеры отличались от первых конструкцией лупы. В 1954 году на смену пришли камеры модели IIA с новой конструкцией грейферного механизма и увеличенным углом раскрытия обтюратора, в 1959 — IIB, а в 1965 — IIC. С появлением широкоэкранных форматов начат выпуск соответствующих версий аппарата с возможностью замены кадровой рамки или изменённым шагом грейфера. В 1950-х годах начат выпуск звукозаглушающих боксов для камеры, и она стала пригодна для синхронной съёмки, потеснив тяжёлые студийные аппараты. Успех новых штативно-плечевых аппаратов Arriflex 35 BL совершенно другой конструкции с внутренним боксированием не помешал дальнейшему совершенствованию классической линейки. Последняя модель Arriflex 35-IIIC стала результатом глубокой модернизации и в 1989 году получила премию Оскар за блестящее техническое решение. Камера обладает очень низким уровнем шума и позволяет работать с телевизиром. В 1995 году на смену всей линейке пришли новые камеры Arriflex 435 и серия Arricam, созданная совместно с австрийской компанией Moviecam.

## Использование
Первые выпуски аппарата не экспортировались за рубеж и использовались для съёмки кинохроники, в том числе военной. Операторы Вермахта снимали «Аррифлексом» для армейских нужд, например при авиаразведке. Arriflex 35 превосходил самую массовую хроникальную камеру Антигитлеровской коалиции «Аймо» за счёт наличия сквозного визира и большой длительности непрерывной съёмки, позволяя снимать более двух минут без остановки. Однако, в боевых условиях электрический привод с капризными аккумуляторами оказывался менее надёжным, чем пружинный. После разгрома немецких войск под Москвой министерство пропаганды Германии объясняло отсутствие в киножурнале Die Deutsche Wochenschau сюжетов о боевых действиях тем, что «камеры замёрзли». В то же время советская кинохроника отлично справилась с работой при помощи пружинных «Аймо». Камеры «Аррифлекс» также использовались для съёмок во время Нюрнбергского процесса.
Послевоенная версия «Аррифлекса» стала популярна у кинематографистов «новой волны», начинавших отказываться от студийных павильонов в пользу натурных съёмок. На тот момент, благодаря зеркальному обтюратору, камера была единственной, пригодной для съёмки с рук с профессиональным качеством изображения. Первым художественным фильмом, во время съёмок которого использовались «Аррифлексы», в 1947 году стала картина «Чёрная полоса» Делмера Дэйвиса, знакомого с этими камерами по службе в ВВС США. До выхода более совершенной линейки камер «35 BL» Стенли Кубрик предпочитал Arriflex 35 другим аппаратам, отсняв им несколько фильмов, например «Заводной апельсин» и «Поцелуй убийцы». Камеры модели Arriflex 35-II CT, предназначенные для съёмки в производственном широкоэкранном формате «Технископ», использовались для съёмок фильмов «THX 1138», «Американские граффити», «Хороший, плохой, злой» и других известных кинокартин. Версия Arriflex 35-II стала самой массовой и выпущена в разных модификациях в количестве 17 тысяч экземпляров, что является огромным тиражом для профессиональной киносъёмочной аппаратуры. Иллюстрацией популярности камер может стать выпуск их точных копий в Китае. Аппараты до сих пор остаются в эксплуатации и используются киностудиями при немых съёмках вспомогательной операторской группой (англ. Second Unit) или на «Стэдикамах».
В СССР ближайшим аналогом «Аррифлекса» был «Конвас-автомат» оригинальной конструкции, по некоторым параметрам превосходивший немецкую камеру. Однако, с главным недостатком — повышенной шумностью — конструкторы советского аппарата не смогли справиться, а выпуск звукозаглушающих боксов для него так и не был налажен.